# Arcos del Sitio
Az Arcos del Sitio, más néven Arcos de Xalpa vagy Acueducto de Tepotzotlán egy régi vízvezeték a mexikóvárosi agglomeráció szélén, már a lakott területen kívül. A 438 méter hosszú, 4 szinten 43 ívből álló, kőből épült vezeték keleti részén, ahol egy völgyet ível át, a 61 méter magasságot is eléri, ezzel egész Latin-Amerika legmagasabb ilyen jellegű építménye.

## Elhelyezkedés
A vízvezeték México állam északi részén, Hidalgo állam határához közel, Tepotzotlán község területén áll a községközponttól északnyugatra légvonalban kb. 13 km-re, de nem onnan közelíthető meg legkönnyebben, hanem nyugatról (így a községközpontból az út összesen 29 km). A vízvezeték közvetlen közelében áll a 7 fő lakosságú Arcos del Sitio nevű önálló település.

## Története
A vezetéket a 18. század elején kezdték el építeni a jezsuiták abból a célból, hogy a Pinal hegyen eredő Oro folyó vizét földjeik öntözésére és egyéb vízszükségletük kielégítésére elvezessék a Xalpa nevű haciendájukig. Az építési munkákat eleinte Santiago Castaño atya vezette, de lassan haladtak, sőt, 1767-ben a jezsuiták elűzésével teljesen meg is akadt a munka. Csak 1854-ben fejeződött be, a hacienda örökösének, Don Manuel Romero de Terreros grófnak a rendelkezésére.

## Turizmus
Az Arcos del Sitiót számos turista látogatja. A környéken gyalogos és kerékpáros túrákra van lehetőség és egy kalandparkot is kialakítottak az ide érkezők számára, ahol lehetőség van sziklamászásra és köteles ereszkedésre, egy 80 méteres kötélhídon való átkelésre, valamint a canopy kipróbálására (a leghosszabb pálya 260 méteres).